# Yves Mirande

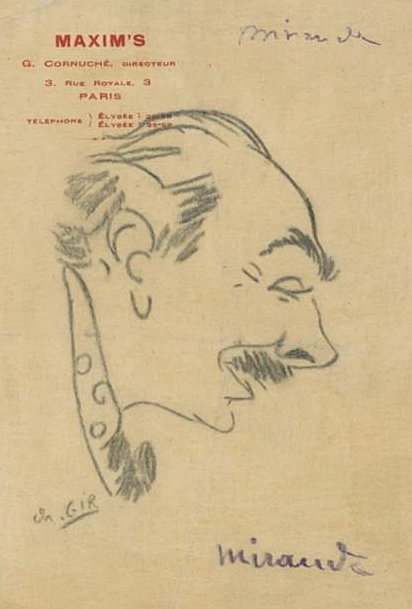
Caricatura de Yves Mirande por Charles Gir

Yves Mirande, pseudônimo de Charles Anatole Le Querrec (Bagneux, 8 de maio de 1876 – Paris, 17 de março de 1957) foi um roteirista, produtor e diretor de cinema francês.

## Filmografia selecionada
- 1909: La Tournée des grands ducs
- 1909: Le Petit qui a faim
- 1909: Octave
- 1945: Le Mystère Saint-Val
- 1948: Kenzi
- 1949: La Cage aux filles
- 1950: La Porteuse de pain
- 1954: Les Deux Orphelines
- 1954: C'est... la vie parisienne